# El Espejo, Guerrero
El Espejo är en ort i Mexiko.   Den ligger i kommunen Taxco de Alarcón och delstaten Guerrero, i den sydöstra delen av landet, 110 km sydväst om huvudstaden Mexico City. El Espejo ligger 1 994 meter över havet och antalet invånare är 197.
Terrängen runt El Espejo är kuperad åt sydväst, men åt nordost är den bergig. Runt El Espejo är det ganska tätbefolkat, med 139 invånare per kvadratkilometer. Närmaste större samhälle är Taxco de Alarcón, 2,3 km söder om El Espejo. I omgivningarna runt El Espejo växer huvudsakligen savannskog.